# 603. pehotni polk (Wehrmacht)
Za druge 603. polke glejte 603. polk.
603. pehotni polk (izvirno nemško Infanterie-Regiment 603) je bil eden izmed pehotnih polkov v sestavi redne nemške kopenske vojske med drugo svetovno vojno.

## Zgodovina
Polk je bil ustanovljen 15. junija 1941 kot polk 16. vala.
Štab in I. bataljon sta bila nameščena v Beogradu, II. bataljon pa v Rendsburgu.
24. junija 1941 je bil polk preimenovan v 603. pehotni nadomestni polk, dodeljen 203. pehotni nadomestni brigadi in premeščen v Generalno guvernijo.